# Robert Rios
Robert Rios Magalhães, mais conhecido como Robert Rios, (Teresina, 22 de novembro de 1959) é um policial federal e político brasileiro, filiado ao Movimento Democrático Brasileiro (MDB), outrora deputado estadual pelo Piauí e, atualmente, vice-prefeito de Teresina.

## Dados biográficos
Filho de Joaquim Ribeiro Magalhães e Maria Alzira Rios Magalhães. Tornou-se agente da Polícia Federal em 1979 e graduou-se em História na Universidade Federal do Piauí em 1980 e em Direito pela mesma instituição em 1983, concluindo o curso de formação de delegado no ano seguinte.
Superintendente da Polícia Federal no Piauí durante as investigações alusivas à atuação do Crime Organizado em 1999, estreou na política como primeiro suplente de deputado federal pelo PSDB em 2002. Embora o seu partido apoiasse a reeleição do governador Hugo Napoleão, integrou uma dissidência que apoiou a candidatura vitoriosa de Wellington Dias, que o nomeou secretário de Transportes, cargo ao qual Robert Rios renunciou para candidatar-se a prefeito de Teresina pelo PCdoB em 2004. Derrotado em primeiro turno, assumiu a secretaria de Segurança Pública.
Eleito deputado estadual em 2006, reassumiu a Secretaria de Segurança ante a reeleição do governador Wellington Dias. Renovou o mandato de deputado estadual em 2010 e cumpriu duas passagens pelo cargo em questão após a reeleição do governador Wilson Martins. Filiado ao PDT elegeu-se deputado estadual em 2014 e após migrar para o DEM, perdeu a eleição para senador em 2018.
Em 2020 foi eleito vice-prefeito de Teresina via PSB na chapa de José Pessoa Leal, que o nomeou secretário municipal de Finanças.
Se filiou ao MDB em 2024.